# Angels Cry
Angels Cry es el título del álbum debut del grupo de power metal brasileño Angra, editado en 1993.

## Detalles
Fue su primer álbum completo de estudio, teniendo en cuenta que su anterior producción, Reaching Horizons, fue un demo de promoción.
En canciones como Evil Warning, Angels Cry o Carry On, el grupo despliega melodías rápidas y eléctricas, aunque el álbum también contiene una balada llamada Wuthering Heights (original de Kate Bush), la cual cuenta con buenos arreglos instrumentales.
En la canción "Angels Cry" se puede escuchar un fragmento del capricho no. 24 de Paganini.

## Lista de canciones
Diez fueron los temas incluidos en este álbum, aunque en 1999, Century Media lanza una reedición con tres bonus-tracks: Evil Warning (nuevos voces), Angels Cry y Carry On (remixado).
1. "Unfinished Allegro" (Schubert, Matos) – 1:15
2. "Carry On" (Matos) – 5:03
3. "Time" (Matos, Bittencourt) – 5:54
4. "Angels Cry" (Matos, Bittencourt) – 6:49
5. "Stand Away" (Bittencourt) – 4:55
6. "Never Understand" (Matos, Bittencourt) – 7:48
7. "Wuthering Heights" (Bush) – 4:38
8. "Streets Of Tomorrow" (Matos) – 5:03
9. "Evil Warning" (Matos, Bittencourt) – 6:41
10. "Lasting Child" (Matos) – 7:35

I. "The Parting Words" - 4:02
II. "Renaissance" - 3:35

### Bonus tracks (1999)
- 11. "Evil Warning" (Different Vocals) - 6:40
- 12. "Angels Cry" (Re-mix) - 6:48
- 13. "Carry On" (Re-mix) - 5:09

## Formación
- André Matos: voz y teclados.
- Kiko Loureiro: guitarra.
- Rafael Bittencourt - guitarra.
- Luis Mariutti - bajo.
- Ricardo Confessori - batería.

### Músicos colaboradores
- Dirk Schlächter - guitarra ("Never Understand").
- Kai Hansen - guitarra ("Never Understand").
- Sascha Paeth - guitarra y guitarras acústicas adicionales ("Never Understand").
- Thomas Nack - batería ("Wuthering Heights").
- Alex Holzwarth - batería.